# 坏疽
坏疽是指因感染、血栓或其他原因缺乏血液循环造成身体组织坏死和腐烂的症状。

## 分类
- 干性坏疽：常见为肢端组织缺血坏死，干枯变黑并向躯干发展，直到血液循环足以防止坏死的地方停止。干性坏疽的病变界线清楚。早期干性坏疽的症状为患处表面发白，感觉钝痛和冷。在这个阶段局部改善循环有治愈的可能，其后则需要去除坏死组织。但不经处理的话，最终坏死部分也会自行脱落。
- 湿性坏疽：局部软组织糜烂，形成浅位溃疡。溃疡进一步向下发展，深入肌肉甚至骨质。
- 内部坏疽：泛指出现在身体内部（而不是肢端或体表）的坏疽。例如生长过快的恶性肿瘤可能切断其内部血液供应形成坏疽；内脏由于感染（阑尾炎）或机械性疾病（肠套叠）等也可能导致坏疽。
- 气性坏疽：常见于气性產氣莢膜梭菌侵入外伤伤口引起，发展很快而且后果严重，可有气体或无气体产生。潜伏期6小时-6日，临床症状为胀裂样剧痛，伤口开始红肿，皮肤苍白，紧张发亮。随后伤处转紫黑色，出现有暗红液体的水泡，并且可流出恶臭液体。伤口内肌肉暗红肿胀，失去弹性，刀割不收缩亦不出血。后期出现包括菌血症在内的全身症状。治疗措施主要为清创引流、抗生素，高压氧舱，必要的时候应截肢以增强病人生存機率。

## 外部連結
维基共享资源上的相關多媒體資源：坏疽
- Notes on Poultry Gangrenous Dermatitis
- DiagnoseMe, Season 1 - episode 6: Cold Blooded...see a cryoglobulin-induced gangrene case story